# ورق الحائط
ورق الحائط أو ورق الجدران هو عبارة عن ورق للزينة يستخدم لتغطية الجدران الداخلية. ويتكون من مواد وأقمشة خشنة، وألياف صناعية، ولدائن، ورقائق من الخشب. ويلصق ورق الحائط باستخدام عجينة إلصاق تطلى من الجهة الملاصقة للجدار وتساعد على التحامهما. ويصنع ورق الحائط ويباع على هيئة صفحات كبيرة ملفوفة باطوال مختلفه ولكن في الغالب يكون مقاس ورق الجدران الكوري 15.6*1.06 ومقاس ورق الجدران الأوروبي 10*.53
يستخدم معظم الناس ورق الحائط لجعل الغرفة أكثر جاذبية، ولفوائد عملية أخرى كإخفاء تشقّقات الجدار، وقذارتها وغيرها من عيوب الجدار.ويستخدم الورق المصنوع من الجص المقوّى بألياف نباتية، لتغطية الطوب أو القوالب الخرسانية أو الجص الخشن.
ويمكن تنظيف ورق الحائط المصنوع من مادة لدائنية تُسمى الفينيل بمنظف خفيف وماء. ويستعمل النّاس الذين يزينون جدرانهم باستمرار، نوعا خاصًا من الورق يعرف باسم ورق الحائط سهل الخلع وهذا النوع يمكن خلعه بسهولة بدون تخريب للجدار.
ويعتقد الباحثون أن أول ورق حائط صنع في إنجلترا أو فرنسا أو هولندا في القرن السادس عشر الميلادي. وصمّم الفنانون عدة نماذج من ورق الحائط بوصفها مادة رخيصة لأقمشة النجود ( صور الجدران المزخرفة) التي زينت القصور الأوروبية لعدة قرون. ويقوم الحرفيون برسم التصاميم على الورق يدوياً، أو بالطبع باستخدام قوالب الخشب المنحوتة.

## تارخ استخدام الورق
وقد بدأ الصينيون صناعة ورق الحائط في القرن السابع عشر الميلادي حيث قاموا برسم الطيور، والورود، والمناظر الخارجية على صفائح مربّعة من ورق الأرز. وفي القرن الثامن عشر الميلادي، قام الفرنسيون باستخدام نماذج وأشكال صينية على ورق الحائط. وقد أصبح هذا النمط الشائع معروفًا بالزخرفة الصينية. وقد طور في الخمسينيات من القرن العشرين ورق حائط سُمِّي الورق سابق اللصق حيث يتم تبليله بالماء قبل إلصاقه على الحائط.